# Brad Gobright
Pas d'image ? Cliquez ici
Brad Gobright (né le 16 juin 1988, mort le 27 novembre 2019) est un alpiniste américain connu pour sa pratique de l'escalade en solo intégral,,,,.

## Biographie
Brad Gobright est né dans le comté d'Orange en Californie, il commence à grimper dès l'âge de six ans. Il quitte l'université en 2009, pratique divers emplois pendant l'hiver et grimpe le reste de l'année.
Gobright et Mason Earle font la première ascension libre de The Heart Route sur El Capitan, dans le parc national de Yosemite en 2015. En 2016, il grimpe avec Scott Bennett trois voies sur El Capitan en 24 heures : Zodiac, The Nose et Lurking Fear. En 2017, il établit avec Jim Reynolds un nouveau record de vitesse en 2 h 19 min 44 s pour The Nose sur El Capitan. En juin 2019, il réalise avec Alex Honnold la deuxième ascension libre d'El Niño sur El Capitan, en quatorze heures et demie.
Le 27 novembre 2019, Brad Gobright fait une chute mortelle d'environ 300 m après l'ascension d'El Sendero Luminoso (en), à El Potrero Chico (en) dans le Nuevo León (Mexique),. L'accident s'est produit pendant la descente en rappel de la face du Sendero Luminoso avec son compagnon Aidan Jacobson, après que la cordée a réussi une ascension rapide de la face. Aidan Jacobson est tombé de moins haut et a survécu à ses blessures. Selon les comptes rendus, les deux hommes descendaient simultanément, un sur chaque brin de la corde fixée au sommet, leurs corps se faisant mutuellement contrepoids.

## Filmographie
- Safety Third (2017)[13] – Diffusé dans le festival Reel Rock 12 de Sender Films, le documentaire de 27 minutes montre les audacieuses ascensions libres et traditionnelles de Gobright, y compris son ascension libre en solo de Hairstyles and Attitudes (5.12b/c) sur la Bastille dans le canyon de l'Eldorado (en) (Colorado).
- Two Nineteen Forty Four (2017)[14] – le film de 8 minutes montre l'ascension record par Brad Gobright et Jim Reynolds de The Nose, une voie sur El Capitan dans le Yosemite (Californie), en octobre 2017, en 2 h 19 min 44 s.
- The Nose Speed Record (2019)[15] – Programmé dans Reel Rock 14, ce documentaire de 63 minute montre la tentative fructueuse d'Alex Honnold et Tommy Caldwell pour battre le record de vitesse de Brad Gobright et Jim Reynolds sur The Nose (El Capitan). Le record détenu par Brad Gobright et Jim Reynolds était de 2 h 19 min 44 s. Le nouveau record établi par Honnold et Caldwell est de 1 h 58 min 7 s. Le documentaire montre des séquences tournées pendant les deux ascensions et la rivalité amicale entre les deux équipes.

## Sélection d'ascensions notables
- 2015, The Heart Route (VI 5.13b) sur El Capitan, Yosemite, États-Unis – Première ascension libre par Brad Gobright et Mason Earle 19 juin 2015[16].
- 2015, Hairstyles and Attitudes (5.12c) dans le canyon de l'Eldorado (en), Colorado, États-Unis – Première ascension libre en solo par Brad Gobright en novembre 2015[6].
- 2017, The Nose (VI 5.8 A2), sur El Capitan, Yosemite, États-Unis – Record de vitesse à l'époque en 2 h 19 min 44 s établi par Brad Gobright et Jim Reynolds en octobre 2017[17].